# 董良翚
董良翚（1941年—），汉族，中华人民共和国政治人物，中国共产党党员，中国文联原党组成员、书记处书记，第十一届全国政协委员。董必武之女。

## 生平
2008年，当选第十一届全国政协委员，代表文化艺术界，分入第二十七组。并担任文史和学习委员会专委。